# Ablación continental
La ablación continental es el fenómeno consistente en la desaparición de un terreno a veces de un espesor considerable por efecto de determinados factores. 
La ablación se observa en algunas comarcas en donde ha desaparecido un terreno a juzgar por los restos que del mismo subsisten todavía en comarcas más o menos distantes dentro de la misma región lo cual prueba que en otro tiempo formaban parte de un depósito único. 
La ablación no es más que un fenómeno de denudación a vasta escala producido sobre todo, al efectuarse la emersión del depósito. En tales circunstancias, las capas superiores debieron encontrarse todavía bastante blandas o poco coherentes y por lo tanto en las condiciones más a propósito para ser barridas por la retirada de las aguas.